# Mannaz

Mannaz-Rune
Übergangsvarianten zum jüngeren Futhark
Variante des jüngeren Futhark (Madhr)

Mannaz (ᛗ) ist die zwanzigste Rune des älteren Futhark und die fünfzehnte Rune des altnordischen Runenalphabets mit dem Lautwert m.
Der rekonstruierte urgermanische Name bedeutet „Mann“ oder „Mensch“. Er erscheint in den Runengedichten als altnordisch maðr, altenglisch man bzw. gotisch manna.

## Zeichenkodierung
| Unicode Codepoint | U+16D7                    | U+16D8                          | U+16D9                         |
| Unicode-Name      | RUNIC LETTER MANNAZ MAN M | RUNIC LETTER LONG-BRANCH-MADR M | RUNIC LETTER SHORT-TWIG-MADR M |
| HTML              | &#5847;                   | &#5848;                         | &#5049;                        |
| Zeichen           | ᛗ                         | ᛘ                               | ᛙ                              |